# Not Gonna Get Us
Not Gonna Get Us (ry:Нас Не Догонят) är en låt av den ryska popgruppen Tatu. Låten finns på albumet 200 km/h in the Wrong Lane, som kom ut 2002. Låten kom ut som singel 15 mars 2003.  Den finns även på ryska: Нас Не Догонят, Nas Ne Dogonjat.